# 卡蓬山
76°22′S 144°30′W / 76.367°S 144.500°W
卡蓬山（英語：Mount Carbone）是南極洲的山峰，位於瑪麗伯德地，處於佩奇山以東6公里，屬於福特山脈中菲利普斯山脈的一部分，由美國探險隊發現和繪入地圖，現時由南極條約體系管理。